# Ley policéntrica
La ley policéntrica, en oposición a la ley de monopolio estatal, se refiere a un conjunto de sistemas jurídicos y jurisdicciones competidores y superpuestos, de base asociativa o Derecho privado y no territorial ni público. Siendo una propuesta contemporánea, la idea por sí misma no es reciente; antes de la aparición del Estado moderno, aproximadamente antes del año 1500, las leyes no eran de base territorial, sino más bien basadas en el parentesco, la raza, la zona de competencia (por ejemplo, el derecho religioso, ley gremial, ley mercante), y así sucesivamente. El Imperio romano, por ejemplo, tenía el derecho romano para los romanos, pero en general dejaba los sistemas jurídicos nativos para los no romanos.
La teoría policéntrica comparte la definición sobre la ley de Lon F. Fuller:

[...] la empresa de someter la conducta humana al gobierno de las normas. A diferencia de la mayoría de la teorías modernas sobre la ley, esta visión trata a la ley como una actividad y considera un sistema jurídico como el producto de un esfuerzo sostenido intencionado.
La moralidad de la ley, 1964

Ley, de manera definida, es legislación. Y si la ley es libre de ser creada por todo el mundo a través de contratos mutuos -no solo por legisladores, abogados, funcionarios encargados de hacer cumplir la ley- entonces es posible (y para los teóricos policéntricos deseable) que muchos sistemas jurídicos diferentes coexistan. 

## Producción privada del Derecho
Para la ley policéntrica es importante entender que esta sería producto de la producción privada del Derecho. Esta se produce cuando las leyes son establecidas por las entidades privadas en lugar de por las instituciones gubernamentales. Es un aspecto importante de la teoría anarcocapitalista, que sostiene que en ausencia de gobierno, el sector privado puede crear cualquier normativa necesaria. Los anarcocapitalistas imaginan una sociedad en que empresas de tribunales y protección compiten por clientes, genéricamente denominadas agencias de arbitraje privado y agencias privadas de defensa.
Las contribuciones voluntarias de las comunidades religiosas (por ejemplo, los cuáqueros o los mormones) o de grupos económicos (por ejemplo, los comerciantes en las trece colonias originales de la historia de los Estados Unidos) son ejemplos históricos. La producción privada de la ley se ha producido, por ejemplo, en las asociaciones de la frontera estadounidense que se trasladaron al oeste a razón de que superaban el rango de extensión geográfica de los gobiernos formales locales, estatales, territoriales, y los gobiernos federales. La ley y los ordenamientos jurídicos autónomos y consensuados se establecieron por motivo de reivindicación de tierras, clubes, asociaciones de ganaderos, vagones de trenes, y campamentos mineros. La violencia llegó a gran escala con la llegada del Estado, como el Ejército de los EE. UU. que comenzó a atacar a los indios americanos (un conflicto que se extendió a los civiles) y el Estado se hizo cargo de la legislación y la aplicación de la ley funciones.
Otra encarnación de la ley policéntrica es un método empresarial conocido como "restitución, transferencia e indemnización". Este método crea organismos que compran a las víctimas derechos de indemnización, y ofrecen opciones de pago a los delincuentes como una alternativa al encarcelemiento y la criminalidad.